# Il granchio e la scimmia

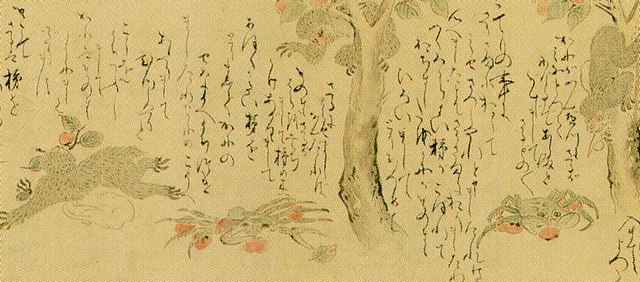
Un Emakimono del periodo Edo con la storia del granchio e della scimmia.

Il granchio e la scimmia, o La battaglia fra il granchio e la scimmia  (さるかに合戦 ?, Saru kani gassen), è una tradizionale favola giapponese che parla di un granchio che viene ucciso da una scimmia, a sua volta uccisa poi dagli amici del granchio; la morale tratta della giustizia retributiva. Esistono anche versioni modificate senza le parti "violente", come una traduzione di Andrew Lang pubblicata nel The Crimson Fairy Book nel 1903 in cui il granchio non muore

## Trama

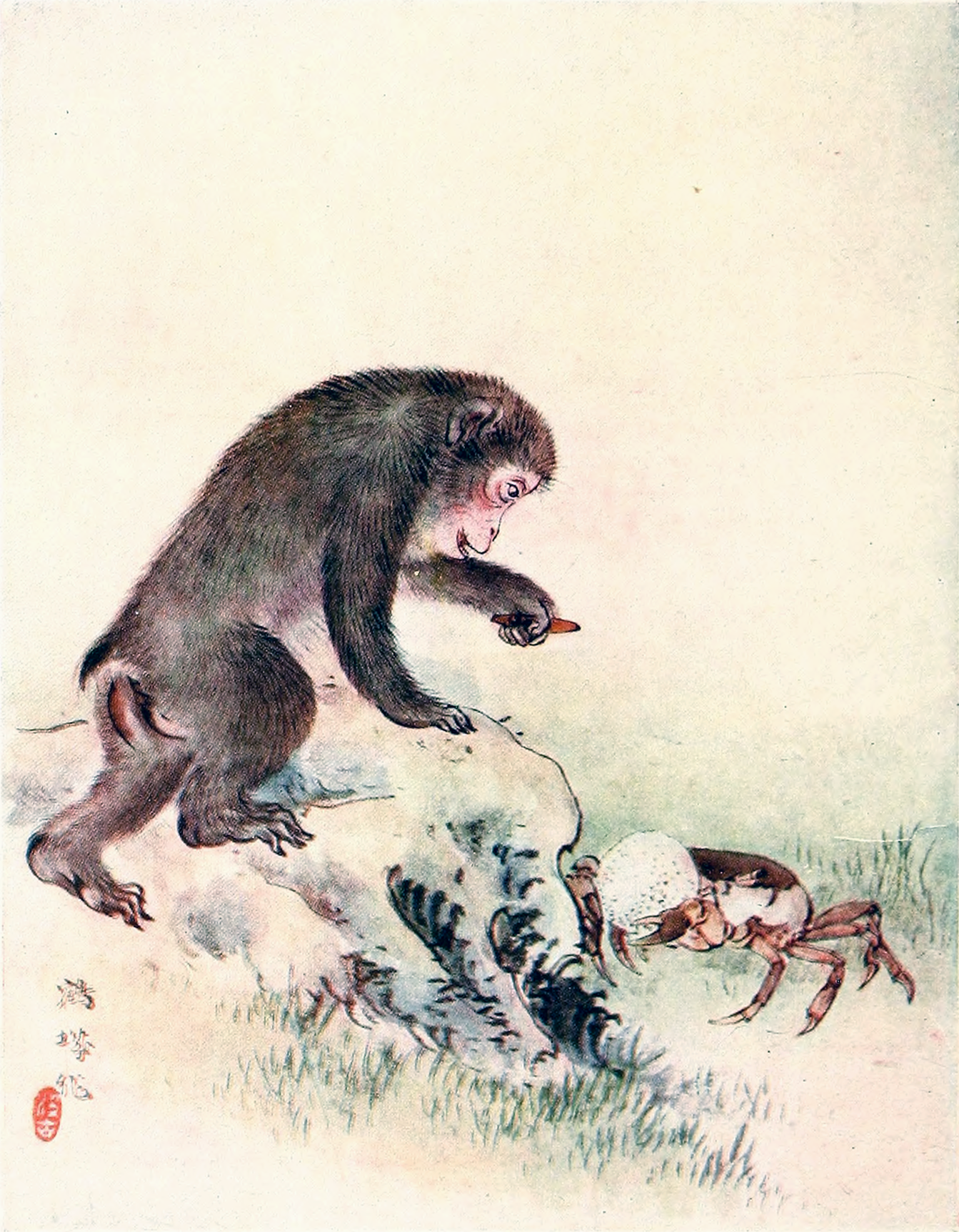
Un'illustrazione della storia tratta dal Japanese Fairy Book.

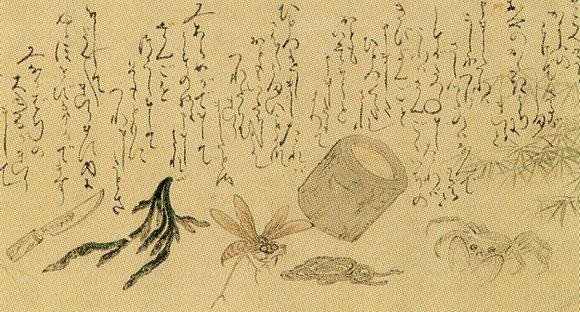
Il figlio del granchio cerca vendetta aiutato dai suoi amici.

Passeggiando, un granchio trova un onigiri (una polpetta di riso); una scimmia (un macaco giapponese) lo convince a scambiarlo con il seme di kaki che ha trovato, dicendogli che piantando il seme potrà ottenere, in futuro, un intero albero di kaki. Effettuato lo scambio, il granchio attende con pazienza che il seme germogli; quando, anni dopo, l'albero dà finalmente i frutti, non è però in grado di arrampicarsi per prenderli. Decide quindi di chiedere aiuto alla scimmia, che però, salita sull'albero, si mangia tutti i kaki maturi e, alle proteste del granchio, gli lancia addosso i durissimi kaki acerbi, uccidendolo; dopodiché fugge.
Il figlio del granchio trova il padre esanime, e capisce che la colpevole del delitto è la scimmia. Orchestra così, con i suoi amici, un piano per vendicarsi - a seconda delle versioni, gli amici del granchio sono diversi; nell'emakimono raffigurato a fianco sono un usu (un tipico mortaio giapponese), un serpente, un'alga arame, un'ape e un coltello da cucina; in altre versioni vi sono il mortaio, l'ape e la castagna, oppure il mortaio, la vespa e l'uovo, o ancora il suribachi (sempre un mortaio), il riccio di castagna, il calabrone e l'ago da cucito. L'ignara scimmia viene invitata al funerale del granchio, dove i suoi amici la colpiscono ripetutamente e, infine, il figlio del granchio la decapita con le sue chele.

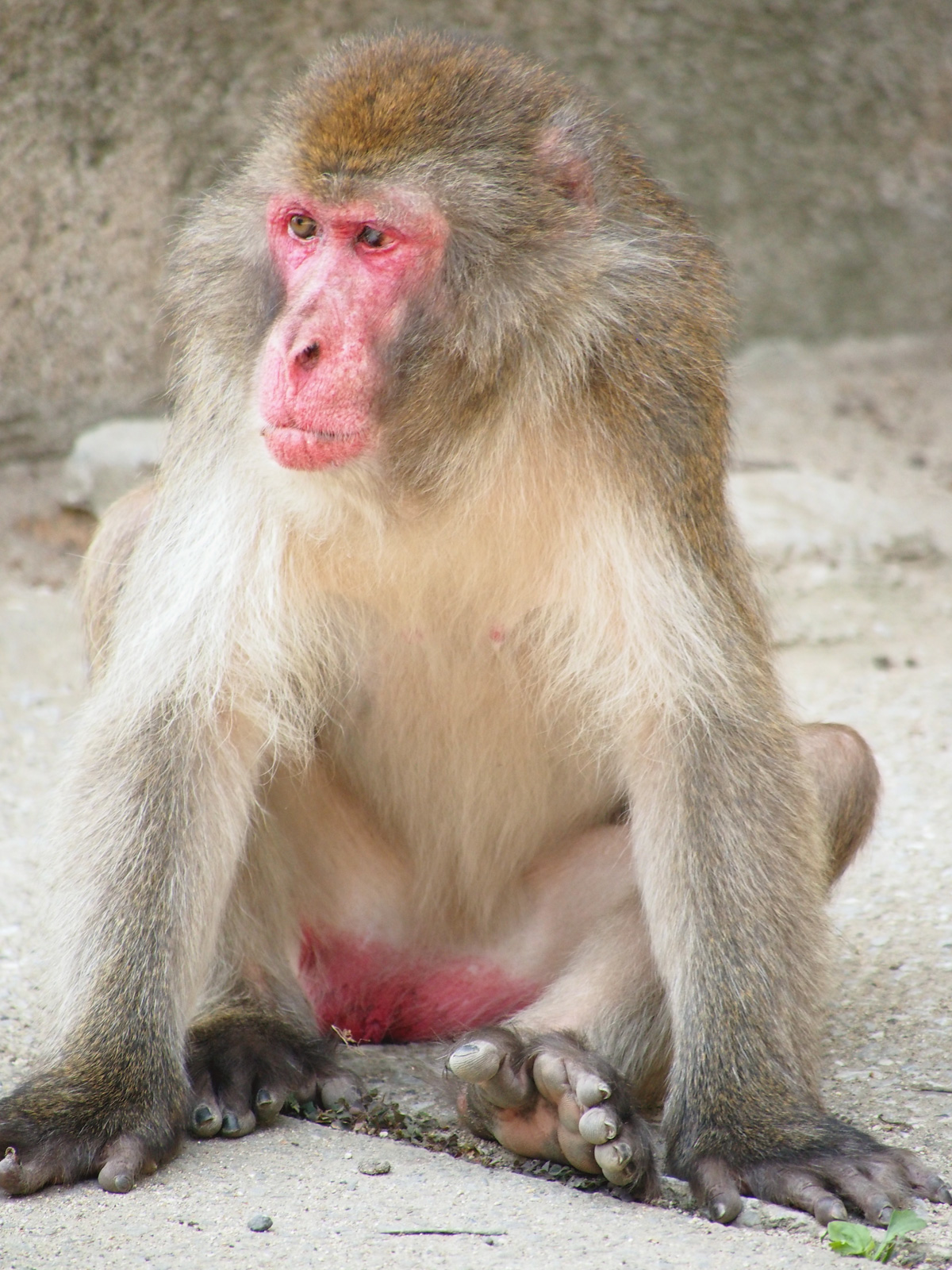
Un macaco giapponese, la scimmia della storia; in alcune versioni, il colore rosso del muso e del sedere sono spiegati con i colpi ricevuti dal granchio e dai suoi amici.

In alcune versioni, il granchio viene ucciso solo apparentemente, ed è poi lui stesso, o ancora i suoi figli, a mettere in atto la vendetta.